# Sancho Pardo Cárdenas y Figueroa
Sancho Pardo Cárdenas y Figueroa (falecido em janeiro de 1671) foi um prelado católico romano que serviu como bispo do Panamá (1664–1671).

## Biografia
No dia 24 de março de 1664, Sancho Pardo Cárdenas y Figueroa foi nomeado pelo Rei da Espanha e confirmado pelo Papa Urbano VIII como Bispo do Panamá. A 17 de maio de 1665, foi consagrado bispo por Pedro de Villagómez Vivanco, arcebispo de Lima. Serviu como Bispo do Panamá até à sua morte em janeiro de 1671.